# Phantom Killer
Le « Tueur fantôme », ou « Phantom Killer », est le nom donné à un tueur en série resté inconnu, auteur au printemps 1946 de plusieurs meurtres et d'autres violences dans la région de Texarkana, aux États-Unis.
Il est aussi évoqué pour parler de ces événements du "Tueur au clair de Lune" ou en anglais Texarkana Moonlight Murders.

## Les faits
Ces meurtres et autres actes violents eurent lieu entre le 22 février et le 3 mai 1946 à Texarkana, au Texas. Ils touchèrent majoritairement de jeunes gens. Le tueur était masqué d'un simple sac de toile de jute percé au niveau des yeux (d'où son surnom de fantôme) et provoqua une vague de peur sans précédent dans la région.

## Les Modus-Operandi & L'enquête

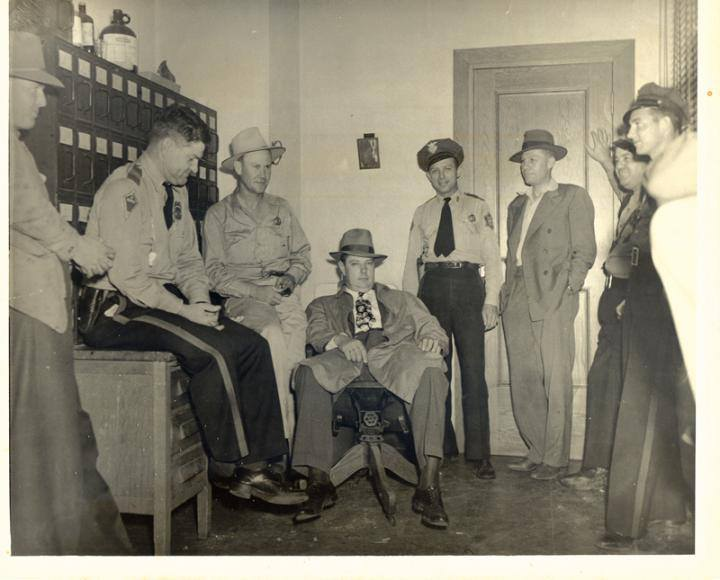
L'équipe d'enquêteurs de la police locale autour du Sherif de Texarkana en 1946.

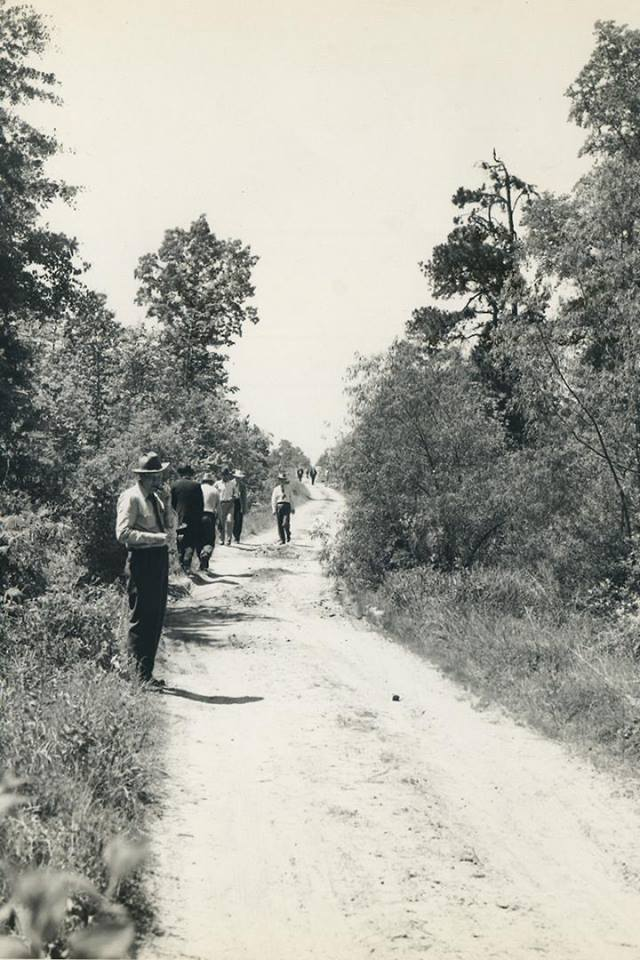
Enquêteurs recherchant des indices le long de la "Morris Lane" le 15 avril 1946 à la suite des crimes du « Tueur Fantôme »

La police locale fut vite dépassée par la violence et l'ampleur des crimes. Malgré plusieurs interpellations, aucune piste sérieuse n'a aboutie.
Il est tout de même notable que le tueur s'attaquait de manière privilégié à des couples isolés comme lors de l'attaque du 23 février 1946 contre Jimmy Hollis et Mary Jeanne Larey (19 ans) ou encore le 23 mars 1946 contre Richard Griffin et Polly Ann Moore (agée de17 ans).
Le meurtrier portait une cagoule, mais aussi des chaussures de l'armée comme le démontrèrent ses empreintes. Par ailleurs, il utilisait une lampe torche fixée sur son arme à feu afin d'aveugler ses victimes.
Tout ces faits ont parfois été rapprochés avec les crimes du Tueur du Zodiaque dont les modus-operandi sont très proches.

## La paranoïa texane
Durant tout le printemps, les habitants de Texarkana vécurent dans un climat d’angoisse sans cesse croissant.  
D'autant que si, au début le meurtrier ne s'en prenait qu'à des couples isolés, le 3 mai 1946 il attaqua un fermier à travers la vitre de sa maison. Dès lors, les texans du comté de Bowie se barricadèrent chaque soir derrière des planches de bois cloutées aux fenêtres et les patrouilles se multiplièrent. 
En parallèle, les radios locales répétaient de rester chez soi et d'être prudent. Les habitants se ruèrent chez les armuriers afin de se protéger. Un climat de psychose et de paranoïa pris la région comme le montre le film Terreur sur la ville. 

## Les victimes
Il y a eu cinq victimes qui décédèrent de leurs blessures et trois qui survécurent :
- James Mack « Jimmy » Hollis
- Mary Jeanne Larey
- Richard Lanier Griffin (assassiné)
- Polly Ann Moore (assassinée)
- Paul James Martin (assassiné)
- Betty Jo Booker (assassinée)
- Walter Virgil Starks (assassiné)
- Katherine Ila « Katie » Starks

## Référence dans la culture
Un film, Terreur sur la ville (1976) fut entièrement consacré à ces crimes. Une suite est sortie en 2014.